# Dragon Age: Absolution
Dragon Age: Absolution è una serie televisiva animata fantasy creata da Mairghread Scott per Netflix. Prodotta da Red Dog Culture House sotto la supervisione di BioWare, la serie è stata rilasciata il 9 dicembre 2022. Ambientato nell'universo immaginario di Dragon Age di BioWare, si concentra sulle conseguenze di una rapina andata male nell'Imperium Tevinter.

## Trama
Dopo che una rapina per rubare il Circulum Infinitus - un artefatto alimentato dalla magia del sangue - va male, i mercenari incaricati di acquisire l'artefatto affrontano la ricaduta.

## Episodi
| Stagione       | Episodi | Prima TV USA | Prima TV Italia |
| -------------- | ------- | ------------ | --------------- |
| Prima stagione | 6       | 2022         | 2022            |

## Personaggi
Principali
- Kimberly Brooks è Miriam, una mercenaria elfica fuggita dalla schiava Tevinter.
- Matthew Mercer è Fairbanks, un combattente per la libertà. Il personaggio è apparso per la prima volta in un ruolo minore in Dragon Age: Inquisition.
- Ashly Burch è Qwydion, un mago Qunari dallo spensierato.
- Sumalee Montano è Hira, un mago umano ed ex membro dell'Inquisizione.
- Phil LaMarr è Roland, un guerriero e alleato di Miriam.
- Keston John è Lacklon, un nano combattente e Signore della Fortuna.
- Josh Keaton è Rezaren Ammosine, un magister Tevinter che sta cercando un misterioso artefatto.
- Zehra Fazal è Tassia, amante di Rezaren e cavaliere-comandante dell'Ordine dei Templari.

Secondari
- Miranda Raison è Cassandra Pentaghast, membro dei Cercatori della Verità ed ex compagna dell'Inquisitore. Raison riprende il suo ruolo da Dragon Age II e Dragon Age: Inquisition.
- Jean Gilpin è Meredith, l'ex Cavaliere-Comandante di Kirkwall che è stata avvolta nel lyrium rosso dopo essere stata sconfitta da Hawke. Gilpin riprende il suo ruolo da Dragon Age II.

## Produzione
Dragon Age: Absolution, una serie animata ambientata nell'universo immaginario di Dragon Age di BioWare, è stata annunciata all'evento Geeked Week di giugno 2022 di Netflix. È stato anche annunciato che lo show sarebbe stato prodotto dalla società canadese BioWare e dallo studio di animazione coreano Red Dog Culture House e diretto dallo showrunner Mairghread Scott.

## Distribuzione
La serie è stata rilasciata su Netflix il 9 dicembre 2022. Un teaser trailer ha debuttato durante l'evento "Geeked Week" di Netflix a giugno. Un trailer completo è stato rilasciato a novembre.

## Accoglienza

### Critica
Ash Parrish, per The Verge dopo l'uscita del trailer nel novembre 2022, era ottimista sulla qualità dell'animazione e del doppiaggio, ma era anche curioso di sapere come la serie potrebbe relazionarsi con l'imminente Dragon Age: Dreadwolf. Parrish ha sottolineato che BioWare ha realizzato diverse serie basate sui loro vari franchise di videogiochi, come Dragon Age: Dawn of the Seeker e Dragon Age: Redemption, che presentano personaggi che in seguito appariranno nella corrispondente serie di videogiochi. Ha ipotizzato che un personaggio della serie potrebbe apparire in qualche forma nel prossimo gioco come compagno o NPC, evidenziando Miriam come una possibilità per la sua narrazione come ex schiava elfica.
Sisi Jiang, per Kotaku, ha commentato che, basandosi sull'apparizione di Cassandra Pentaghast nel trailer, presumono che Dragon Age: Absolution avvenga dopo il videogioco Dragon Age: Inquisition. Jiang ha notato la precedente incorporazione da parte di BioWare di elementi spin-off nelle missioni secondarie di Inquisition, e ha pensato che lo stesso potesse accadere per Dragon Age: Dreadwolf.
Sul sito web aggregatore di recensioni Rotten Tomatoes, l'89% delle 9 recensioni della critica sono positive, con una valutazione media di 8,50/10.
Petrana Radulovic, per Polygon, ha commentato che concentrarsi sui personaggi è parte di ciò che rende la serie di videogiochi Dragon Age "avvincente"; Allo stesso modo, i personaggi di questo spettacolo animato saltano "fuori dallo schermo con un'animazione stellare e una superba recitazione vocale" e che "mentre i personaggi sono individualmente deliziosi, sono le loro relazioni reciproche che sigillano l'accordo". Radulovic ha definito lo spettacolo un "accessibile all'interno del franchise, prendendo in giro ciò che lo rende speciale senza cambiare troppo". Tuttavia, ha anche commentato la breve serie di episodi e la "struttura limitata" in cui lo show deve lavorare per non fare "ipotesi" sulle scelte dei giocatori nei giochi precedenti.
Alana Joli Abbott, per Paste, ha valutato Absolution a 9.5/10 e ha dichiarato che i fan della serie di videogiochi Dragon Age apprezzeranno il "viaggio di ritorno al Thedas" in attesa di Dreadwolf; Abbott ha ritenuto che anche i nuovi arrivati che sono "fan dei cartoni animati narrativi per adulti e del fantasy" avrebbero trovato "molto" da divertirsi in questo spettacolo. Abbott ha evidenziato le narrazioni con "storie d'amore e personaggi LGBTQ" come una particolare attrazione per lo spettacolo - ha scritto che "la chimica tra Roland e Lacklon è particolarmente ben sviluppato". Abbott ha anche evidenziato Qwydion che agisce come "sollievo comico senza mai minare il suo personaggio" e ha definito Miriam "una protagonista avvincente". Ha commentato che Absolution ha "vibrazioni che mescolano" spettacoli come Avatar - La leggenda di Aang, Carmen Sandiego e La leggenda di Vox Machina e che lo spettacolo "usa ciò che è meglio sia nelle storie fantasy che in quelle di rapina per creare una narrazione avvincente e guidata dai personaggi".
Rafael Motamayor, per /Film, ha definito lo show "uno spasso" e "un vero regalo per i fan dei giochi" anche se non era così accessibile per i nuovi arrivati – ha scritto che "ricrea l'esperienza di giocare a un gioco di ruolo, dai molti tipi di storie d'amore, all'azione quasi come se fosse a turni, con un party principale composto dalle tue classi di RPG archetipiche". Ha commentato che la storia della rapina ha un'atmosfera Ocean's Eleven - Fate il vostro gioco e che la commedia sembra simile nel tono a Critical Role. Motamayor ha evidenziato l'animazione cinetica di Red Dog Culture House con "coreografie di combattimento dinamiche e lavoro di ripresa che sembra distinto" da altri spettacoli animati come Castlevania e La leggenda di Vox Machina.
Alyssa Mora, per IGN, ha dichiarato che lo show è una "puntata memorabile del franchise fantasy" con un cast "eccellente" e "ritmi avvincenti"; Ha valutato un 7/10. Tuttavia, Mora riteneva che Absolution fosse "inaccessibile a chi non ha familiarità con la serie" a differenza di altri adattamenti animati come Arcane e La leggenda di Vox Machina. Mora ha anche commentato il tempo limitato che lo show ha che lascia "poco spazio per respirare" mentre i personaggi passano attraverso la loro missione e che lo sviluppo delle relazioni tra i personaggi sembra "avanzato" - ha scritto che "parla solo della forza della scrittura che ci rimane voglia di vedere molto di più".
Anche Lauren Morton, per PC Gamer, ha ritenuto che lo show fosse inaccessibile e di fretta poiché "Absolution non ha abbastanza tempo per il suo intero cast corale. Ha a malapena abbastanza tempo per infilare la sua trama centrale, per non parlare di tre relazioni romantiche e una manciata di flashback in meno tempo di quello che Robert Pattinson ha trascorso sullo schermo come Batman quest'anno. Morton ha commentato che la serie di videogiochi Dragon Age dipende dai suoi personaggi e con meno personaggi, qualsiasi personaggio di Absolution avrebbe potuto essere "un nuovo preferito dai fan". Non ha ritenuto che lo show fosse memorabile, il che è stato "un vero peccato", soprattutto perché "gli spin-off di Dragon Age sono stati storicamente grandiosi".